# Chamaesaura anguina
Chamaesaura anguina este o specie de șopârle din genul Chamaesaura, familia Cordylidae, descrisă de Linnaeus 1758.

## Subspecii
Această specie cuprinde următoarele subspecii:
- C. a. anguina
- C. a. oligopholis
- C. a. tenuior